# Enchelyolepis
Enchelyolepis es un género extinto de peces actinopterigios prehistóricos. Fue descrito por Woodward en 1918.
Vivió en Francia y Reino Unido.